# Графство Верденберг
Графството Верденберг (на немски: Werdenberg) е графство в състава на Свещената Римска империя, разположено се на двата бряга на Рейн, на територията, където днес се намира Лихтенщайн, швейцарският кантон Санкт Гален и австрийската земя Форарлберг. Названието получава от замъка Верденберг, намиращ се в швейцарската комуна Грабс (кантон Санкт Гален).

## История
Пфалцграф Хуго II от Тюбинген († 1182), чрез женитбата си с Елизабет фон Брегенц, наследница на Графство Брегенц, купува територии около Боденското езеро. Неговият син Хуго I Монфор († 1228) е собственик на графствата Тетнанг, Брегенц, Фелдкирх, Зоненберг, Верденберг и Сарганс и Куреция.
През 1258 г. графството е разделено от синовете на Рудолф I фон Верденберг – Хуго I фон Верденберг-Хайлигенберг и Хартман I фон Верденберг, който е comes de Werdenberch (документ от 1259), и се образуват двете линии Верденберг и Сарганс.
Четиримата внуци на Албрехт I си разделят наследството през 1377/1378 и 1387 г. и основават четирите странични линии:
- Верденберг
- Райнек
- Блуденц
- Хайлигенберг

През 1402 г. те залагат графството Верденберг на графовете на Монтфорт-Тетнанг, след това през 1483 г. то попада на графовете на Сакс-Мисокс. През 1485 г. град Люцерн купува графството и го дава през 1493 г. на бароните на Кастелварт, а през 1498 г. на бароните от Хевен. Така Верденберг се бие в Швабската война на страната на Швейцарската конфедерация. През 1517 г. бароните на Хевен продават Верденберг на Кантон Гларус за 21 500 гулдена.
През 1803 г. след прекратяването на Хелветската република, Верденберг отива в кантон Санкт Гален.